# إيدا بلوم
إيدا بلوم (بالبوكمول: Ida Blom) هي مؤرخة وبروفيسورة نرويجية، ولدت في 20 يناير 1931 في جينتوفتي ‏ في الدنمارك، وتوفيت في 26 نوفمبر 2016.